# Mściwy jastrząb (film 1943)
Mściwy jastrząb (ang. Air Force) – amerykański film propagandowo-wojenny z 1943 roku w reżyserii Howarda Hawksa.
W Polsce film był dystrybuowany przez Przedsiębiorstwo Państwowe Film Polski.

## Opis fabuły
Film przedstawia szlak bojowy załogi samolotu B-17 „Latającej Fortecy” o przydomku „Mary-Ann” w pierwszych dniach wojny na Pacyfiku. 6 grudnia 1941 roku, wraz z kilkoma innymi bombowcami, załoga „Mary Ann” otrzymuje rozkaz przelotu do Pearl Harbor. Gdy jednak tam dociera następnego dnia, lotnisko jest dopiero co zbombardowane przez japońskie lotnictwo. Załodze wprawdzie udaje się wylądować na zniszczonym lotnisku, jednak otrzymuje rozkaz niezwłocznego startu i lotu na zachód do atolu Wake. Również tam amerykańscy lotnicy „Mary Ann” dokonując „twardego lądowania” natrafiają na dopiero co zbombardowaną bazę, zagrożoną japońskim atakiem. Ponownie otrzymują rozkaz niezwłocznego startu i lotu na Luzon. Po dotarciu na wyspę załoga bombowca bierze udział w odparciu ataku japońskiego lotnictwa. Pomimo kilku zestrzeleń dokonanych przez załogę B-17, maszyna zostaje poważnie uszkodzona, a jej ciężko ranny dowódca umiera. Po jego śmierci, załoga „Mary Ann” w szybkim tempie remontuje uszkodzony samolot i zagrożona japońskim desantem niemal w ostatniej chwili opuszcza Filipiny, udając się na południe, ku wybrzeżom Australii. Po drodze piloci wypatrują japońską armadę zmierzającą ku jej brzegom. Zawiadamiają dowództwo i wspólnie z nadlatującym lotnictwem amerykańskim, biorą udział w jej zniszczeniu. Ukoronowaniem ich bojowego szlaku jest udział w nalocie na Tokio.

## Obsada aktorska
- John Ridgely – kpt. Quincannon
- Gig Young – por. Williams
- Arthur Kennedy – por. McMartin
- Charles Drake – por. Hauser
- Harry Carey – sierż. White
- George Tobias – kpr. Weinberg
- Ward Wood – kpr. Peterson
- Ray Montgomery – szer. Chester
- John Garfield – sierż. Winocki
- James Brown – por. Rader
- Stanley Ridges – mjr Mallory
- Willard Robertson – pułkownik na lotnisku Hickam
- Moroni Olsen – płk. Blake
- Edward Brophy – sierż. Callahan
- Richard Lane – mjr Roberts
- Bill Crago – pilot Moran
- Faye Emerson – siostra por. Radera
- Addison Richards – mjr Daniels
- James Flavin – mjr Bagley
- Dorothy Peterson – panna Chester
- Ann Doran – Mary Quincannon
- Ruth Ford – pielęgniarka
- Leah Baird – pielęgniarka

i inni.

## O filmie
Fabuła filmu częściowo oparta jest na faktach – przedstawia autentyczny epizod pierwszych dni wojny na Pacyfiku, kiedy to grupa B-17 wleciała 7 grudnia w sam środek japońskiego ataku na Perl Harbor. Są to jedyne sceny w filmie pokrywające się z prawdą historyczną. Pozostałe wydarzenia ukazane w filmie, miały wprawdzie miejsce, jednak nie uczestniczyły w nich samoloty B-17 oraz nie rozgrywały się w czasie w jakim ukazuje je film.
W filmie użyto oryginalnego B-17, nr boczny 05564. Można w nim również zobaczyć amerykańskie samoloty P-39 Airacobra, B-25 Mitchell, P-40 Warhawk. B-26 Marauder, P-43 Lancer i T-6 Texan zostały użyte jako japońskie samoloty.
Mściwy jastrząb był pierwszym filmem Hawksa (uznanego już wówczas twórcy filmowego) zrealizowanym podczas wojny, tj. po przystąpieniu do niej Stanów Zjednoczonych (w grudniu 1941). Podczas jego realizacji w sukurs reżyserowi przyszło jego doświadczenie bojowe pilota wyniesione z I wojny światowej.
Film został dobrze przyjęty zarówno przez krytyków, jak i widzów. Recenzenci podkreślali jego walory techniczne oraz dynamiczną, pełną napięcia akcję, chociaż po latach nie omieszkali wytykać mu jego cech propagandowych, opartych na uproszczeniach – „...bohaterscy Amerykanie pokonują złych Japończyków. Nie ma w tym filmie miejsca na różnicowanie charakterów, trudno tego jednak oczekiwać w szczytowym okresie wojny”. Film poprzedza tekstowy prolog – fragment wzniosłego przemówienia Abrahama Lincolna, a w jego ostatnich scenach usłyszeć można równie patetyczne słowa Franklina Roosevelta.
Mściwy jastrząb w roku premiery był trzecim pod względem oglądalności filmem amerykańskim po takich obrazach jak Zdarzenie w Ox-Bow i Straż nad Renem. Wpływy z jego wyświetlania dwukrotnie przekroczyły koszt jego produkcji. W 1944 otrzymał cztery nominacje do nagrody Amerykańskiej Akademii Sztuki Filmowej (za najlepszy montaż, scenariusz oryginalny, efekty specjalne i zdjęcia), otrzymując ostatecznie statuetkę Oscara za najlepszy montaż dla George’a Amy’ego, pokonując w tej kategorii tak znane filmy jak Casablanca czy Komu bije dzwon.